# Мичко Світлана Борисівна
Світлана Борисівна Демків (у шлюбі — Мичко; 20 січня 1961, м. Харків) — українська журналістка, редакторка, публіцистка та поетеса. Членка Національної спілки журналістів України. Заслужений журналіст України (2013).

## Життєпис
Дочка українського письменника Бориса Демківа.
Закінчила Тернопільську середню школу № 3, факультет журналістики Львівського університету (1984).
Від 1978 року працює в пресі: кореспондентка і завідувачка відділом газети «Ровесник», оглядачкою регіонального тижневика «Західна Україна», головною редакторкою газети «Пан+пані» (1996), оглядачкою і заступницею головного редактора «Тернопільської газети», від 1997 — власкор всеукраїнської газети «Україна молода». Авторка концепції та 1-й головного редактора (від травня 2003), заступниця шефредактора (від 2005) тижневика «Місто», заступниця головного редактора газети міської ради «Тернопіль вечірній» (2009—2011).
Членкиня правління ГО «Тернопільський прес-клуб» (від 2011); редакторка вебсайту «Тернопільський прес-клуб».
Пройшла курс удосконалення професійної майстерності на базі галузевих інститутів Irex Promedia.

## Творчість
Вірші публікує у всеукраїнських, закордонній та обласній періодиці; перекладає поезію.

## Нагороди та відзнаки
- заслужений журналіст України (6 червня 2013) — за вагомий особистий внесок у розвиток вітчизняної журналістики, багаторічну сумлінну працю та з нагоди Дня журналіста[2].

У 2003—2004 роках входила до числа найавторитетніших журналістів України за результатами опитування журналістів, яке проводив фонд «Демократичні ініціативи».